# Ordem dos Engenheiros

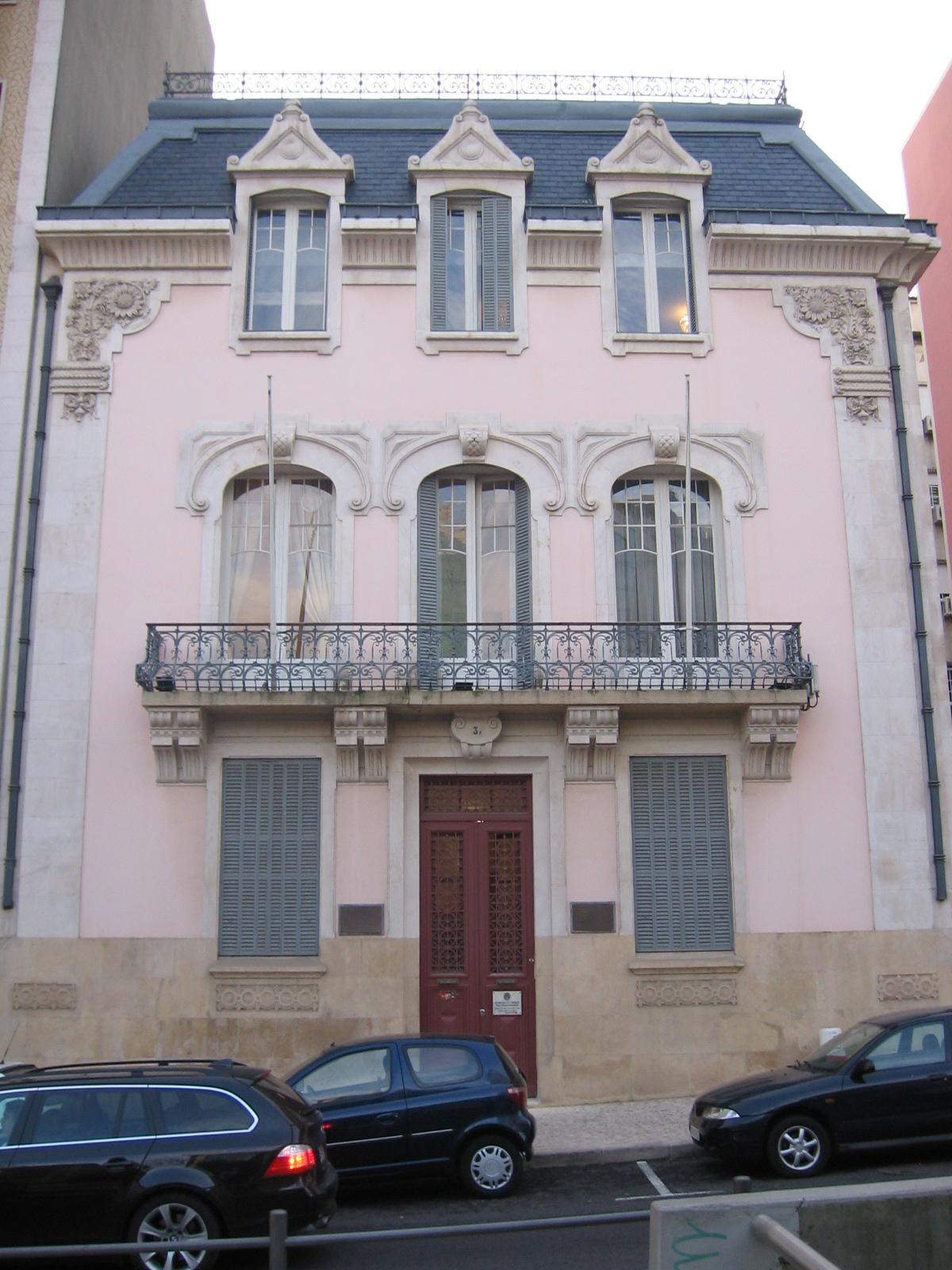
Sede da Ordem dos Engenheiros, Lisboa.

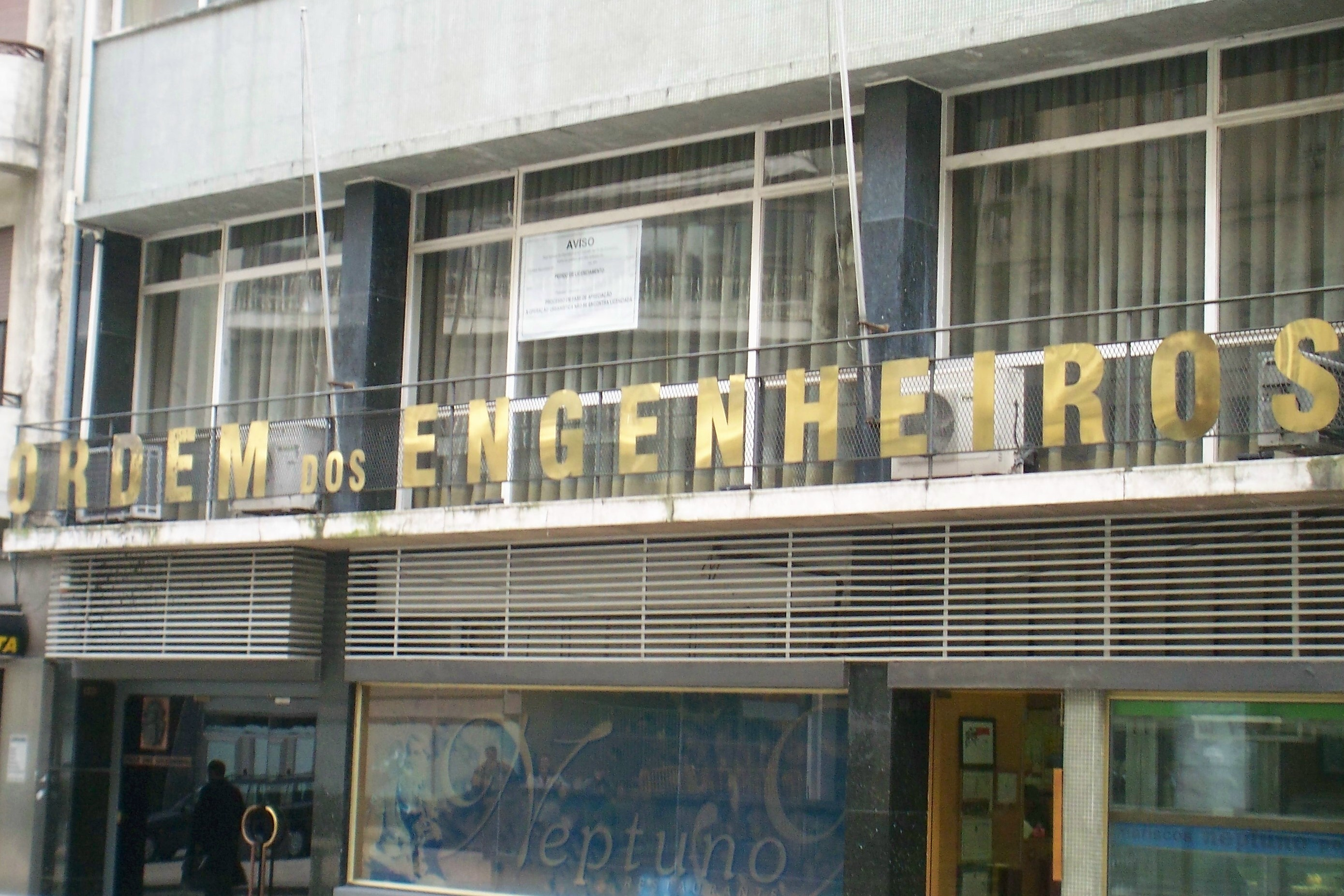
Edifício da Ordem dos Engenheiros, Porto.

A Ordem dos Engenheiros (OE) ComSE • MHIH • MHM é a associação pública representativa dos diplomados em cursos de Engenharia, graus académicos de bacharel, licenciado, mestre ou doutor em engenharia no âmbito do Decreto-Lei nº 74/2006, de 24 de Março, alterado pelo Decreto lei nº 107/2008, de 25 de Junho que exercem a profissão de engenheiro e de regulação profissional dos engenheiros Portugueses.

## História
A Ordem dos Engenheiros foi criada em 1936, pelo Decreto-Lei n.º 27288, de 24 de Novembro. Sucedeu à Associação dos Engenheiros Civis Portugueses, fundada em 1869.
A 16 de Junho de 1946 foi feita Comendadora da Antiga, Nobilíssima e Esclarecida Ordem Militar de Sant'Iago da Espada, do Mérito Científico, Literário e Artístico, a 28 de Janeiro de 1986 Membro-Honorário da Ordem do Infante D. Henrique e a 25 de Novembro de 2011 Membro-Honorário da Ordem do Mérito.

## Atribuições
Uma das suas atribuições é a responsabilidade pela atribuição do título profissional de "Engenheiro", legalmente necessário para a actuação em determinadas áreas do âmbito da Engenharia.
Podem ser membros da Ordem dos Engenheiros, os titulares de Licenciatura pré-Bolonha, licenciatura pós-Bolonha, Mestrado pré-Bolonha e mestrado pós-Bolonha ou Doutoramento em Cursos de Engenharia, sendo estes distinguidos por categoria de membros E1, E2 e E3 de de acordo com os seus conhecimentos científicos/qualificações acreditados pela Ordem. Os diplomados em cursos não acreditados poderão ser admitidos, mediante a realização de um exame de acesso. Em todo o caso todos têm que prestar provas através de estágio formal ou curricular para se tornarem Membros Efectivos.
Nem todos os cursos de engenharia que são ministrados pelas diversas instituições de ensino superior português (ensino universitário, ensino politécnico, sector público e sector privado) estão acreditados pela Ordem dos Engenheiros. Ainda que, não tendo o direito para tal, a Ordem dos Engenheiros faça tal discriminação, a mesma deixou de acreditar novos cursos mantendo os que acreditou até 2007.
A tutela da acreditação de cursos do ensino superior português é da competência da A3ES - Agência de Avaliação e Acreditação do Ensino Superior.

## Órgãos Nacionais
Atualmente, e em funções no mandato 2022-2025, o Bastonário da Ordem dos Engenheiros é Fernando de Almeida Santos.